# Hospira
Hospira est une entreprise pharmaceutique et de matériels médicaux, notamment des produits injectables génériques. Elle est issue d'une scission d'Abbott en 2004.
Le titre était coté NYSE jusqu'à son rachat par Pfizer en 2015.

## Présentation
Hospira est un spécialiste de produits pharmaceutiques injectables et en systèmes de perfusion.

## Historique
La société est créée en 2004 et lance aux États-Unis du traitement antifongique fluconazole. En 2005, l'entreprise lance une version sans fil du logiciel Hospira MedNet permettant de disposer d’une bibliothèque de médicaments pour limiter les erreurs médicales.
L'entreprise acquiert la société BresaGen biotechnology en 2006, MaynePharma Limited en 2007 et heraDoc en 2009. En 2009, Hospira négocie un accord avec Celltrion pour le développement et la commercialisation de médicaments biosimilaires, pour constituer l'un des plus larges du secteur pharmaceutique.
En 2010, Hospira acquiert la branche d'activité des spécialités pharmaceutiques injectables génériques d’Orchid Chemicals & Pharmaceuticals et de Javelin Pharmaceuticals. La même année Hospira signe un accord avec Smiths Medical pour étendre son offre de systèmes de perfusion.
En 2012, Hospira rachète une usine de production de composés pharmaceutiques actifs (CPA) et que installe des laboratoires de recherche et développement auprès d’Orchid Chemicals & Pharmaceuticals.
Le 5 février 2015, Pfizer annonce le rachat d'Hospira pour 15 milliards de dollars,.